# Карло Пасква (Фођа)
Карло Пасква (итал. Carlo Pasqua) је насеље у Италији у округу Фођа, региону Апулија.
Према процени из 2011. у насељу је живело 20 становника. Насеље се налази на надморској висини од 134 м.